# Amphicallia piceosignata
Amphicallia piceosignata är en fjärilsart som beskrevs av Max Bartel 1903. Amphicallia piceosignata ingår i släktet Amphicallia och familjen björnspinnare. Inga underarter finns listade i Catalogue of Life.